# Бургнойдорф

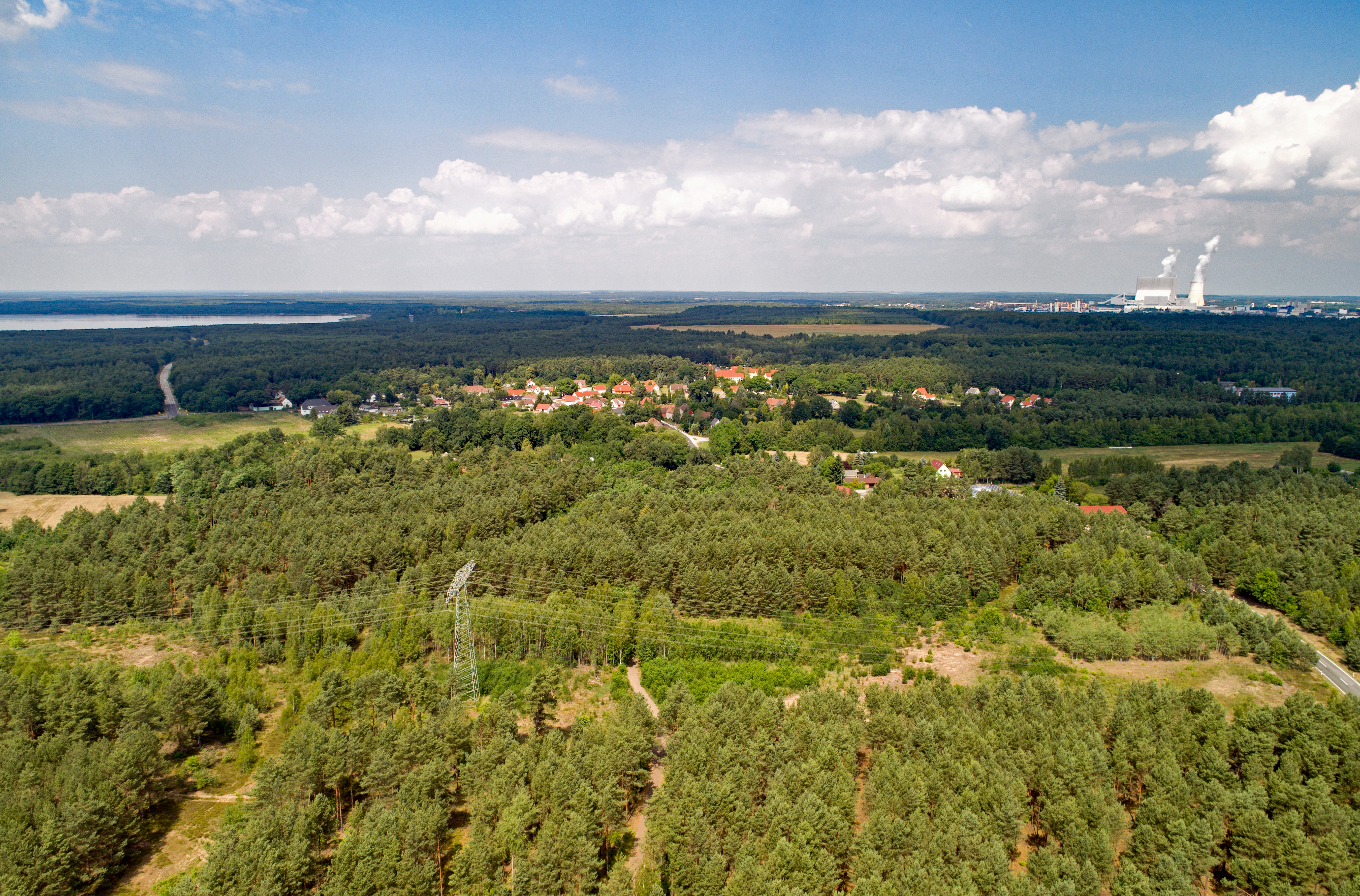

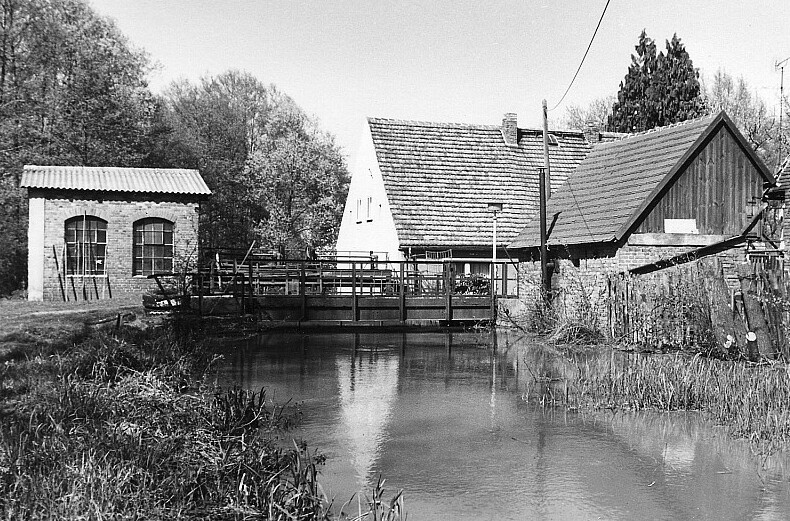
Бывшая мельница

Бургнойдорф или Но́ва-Вес (нем. Burgneudorf; в.-луж. Nowa Wjes) — деревня в Верхней Лужице, Германия. Входит в состав коммуны Шпреталь района Баутцен в земле Саксония. Подчиняется административному округу Дрезден.

## География
Находится в южной части района Лужицких озёр. В деревне пересекаются автомобильные дороги S130 с востока на запад и К9215 с юга на север.
Соседние населённые пункты: на северо-востоке — деревня Шпрейцы, на юге — деревня Боркгамор и на северо-западе — деревня Спревины-Дол.

## История
Впервые упоминается в 1401 году под наименованием Nuwendorff.
С 1996 года входит в состав современной коммуны Шпреталь.
В настоящее время деревня входит в состав культурно-территориальной автономии «Лужицкая поселенческая область», на территории которой действуют законодательные акты земель Саксонии и Бранденбурга, содействующие сохранению лужицких языков и культуры лужичан.
Исторические немецкие наименования
- Nuwendorff, 1401
- Nawendorff, 1568
- Naudorff, 1623
- Neudorff, 1732
- Königlich Neudorf, 1831
- Burgneudorf, 1931

## Население
Официальным языком в населённом пункте, помимо немецкого, является также верхнелужицкий язык.
Согласно статистическому сочинению «Dodawki k statisticy a etnografiji łužickich Serbow» Арношта Муки в 1884 году в деревне проживало 230 человек (из них — 222 серболужичанина (96,5 %)).
| 1825 | 1871 | 1885 | 1905 | 1925 | 2011 |
| ---- | ---- | ---- | ---- | ---- | ---- |
| 125  | 242  | 236  | 306  | 703  | 374  |